# Okučani
Okučani est un village et une municipalité située en Slavonie, dans le comitat de Brod-Posavina, en Croatie. Au recensement de 2001, la municipalité comptait 4 224 habitants, dont 74,64 % de Croates et 21,47 % de Serbes ; le village seul comptait 1 941 habitants.

## Localités
La municipalité d'Okučani compte 17 localités :
| - Benkovac - Bijela Stijena - Bobare - Bodegraj - Cage - Čaprginci - Covac - Donji Rogolji - Gornji Rogolji | - Ladevac - Lještani - Mašićka Sagovina - Okućani - Širinci - Trnakovac - Vrbovijani - Zubcrkovac |